# Saint-Jean-de-Niost
Saint-Jean-de-Niost ist eine französische Gemeinde mit 1.862 Einwohnern (Stand: 1. Januar 2022) im Département Ain der Region Auvergne-Rhône-Alpes. Sie gehört zum Arrondissement Belley und zum Kanton Lagnieu. Die Einwohner werden Buyatins genannt.

## Geografie
Die Gemeinde Saint-Jean-de-Niost liegt etwa 25 Kilometer ostnordöstlich von Lyon am Fluss Ain, wenige Kilometer von dessen Mündung in die Rhône. Umgeben wird Saint-Jean-de-Niost von den Nachbargemeinden Charnoz-sur-Ain im Norden, Blyes im Osten, Saint-Vulbas im Osten und Südosten, Loyettes im Süden, Saint-Maurice-de-Gourdans im Süden und Südwesten sowie Béligneux im Westen und Nordwesten.
Ein Teil des militärischen Anlage Camp militiare de La Valbonne liegt im Gemeindegebiet.

## Bevölkerungsentwicklung
| Jahr                       | 1962 | 1968 | 1975 | 1982 | 1990 | 1999 | 2006 | 2014 | 2021 |
| Einwohner                  | 265  | 248  | 369  | 490  | 810  | 1082 | 1375 | 1426 | 1826 |
| Quellen: Cassini und INSEE |      |      |      |      |      |      |      |      |      |

## Sehenswürdigkeiten
- Kirche Saint-Jean-Baptiste aus dem 19. Jahrhundert
- Burg Gourdans aus dem 13. Jahrhundert
- Schloss Marcel aus dem 16. Jahrhundert
- Brücke nach Blyes

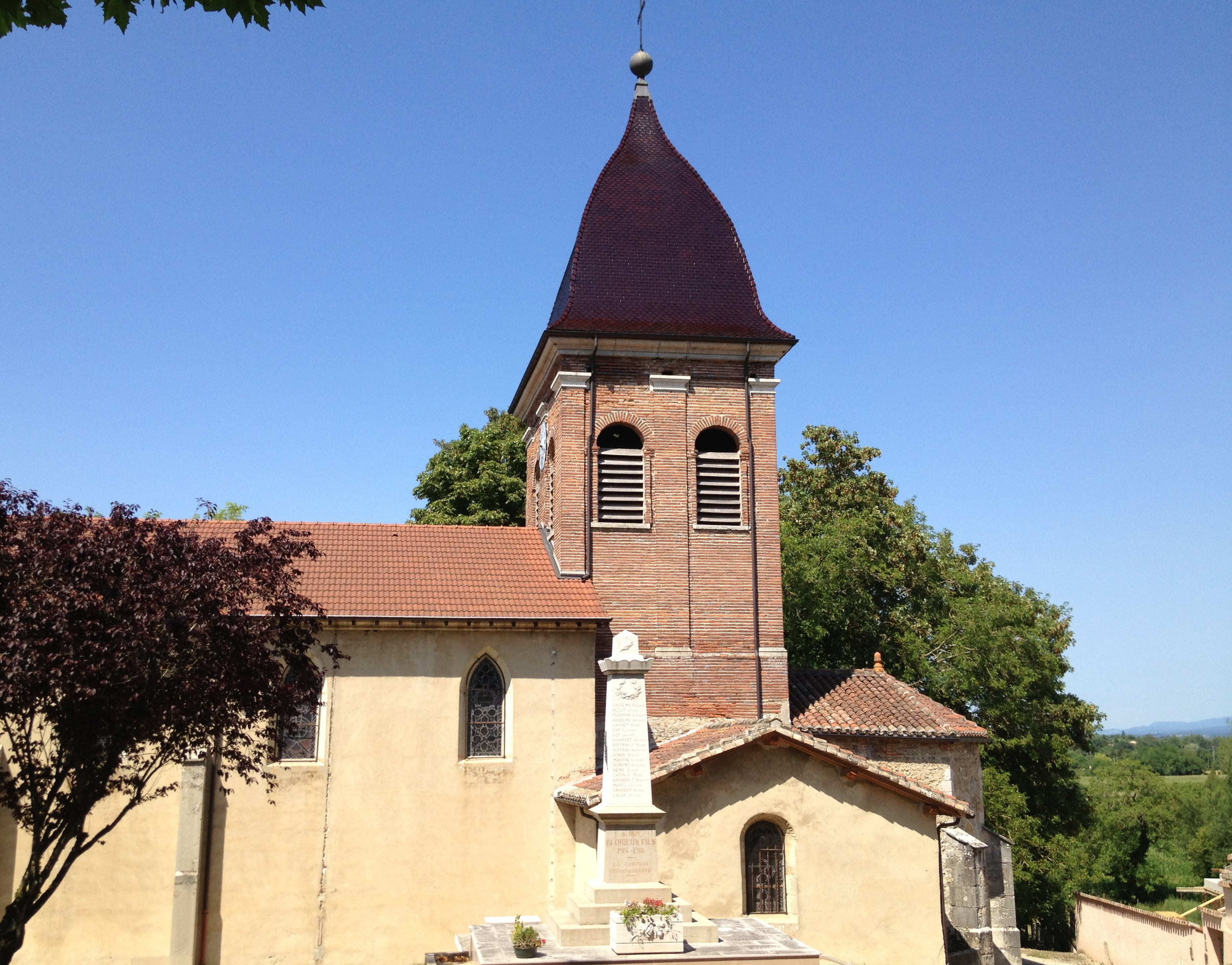
Kirche Saint-Jean-Baptiste
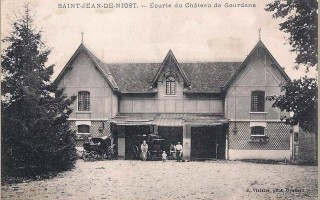
Schloss Gourdans
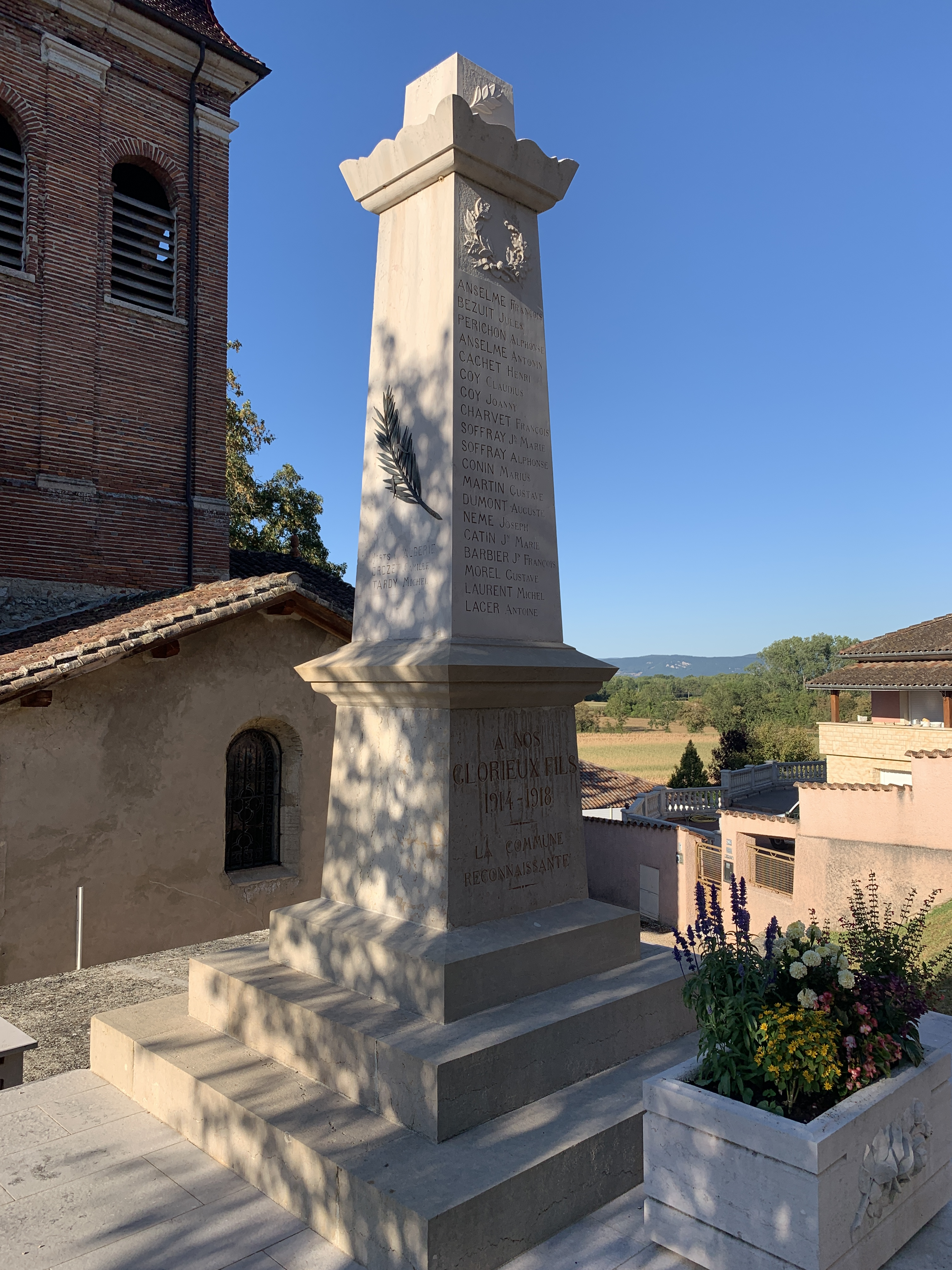
Gefallenendenkmal